# ماكنتوش كلاسيك
ماكنتوش كلاسيك هو الكمبيوتر الشخصي وقد تم تصنيعه من قبل شركة أبل. قدم في 15 تشرين الأول 1990، كان أول أبل ماكنتوش للبيع بأقل من 1000 دولار أميريكي. وكان الدافع إلى إنتاج ماكنتوش كلاسيك هو نجاح ماكنتوش بلس وماكنتوش SE. وكانت مواصفات نظام كلاسيك مشابهة جدا لسابقاتها، هو نفس 9-بوصة (23 سـم) أحادية اللون أنبوب أشعة الكاثود تعرض وضوح 512 × 342 بكسل ، و الذاكرة 4 ميغابايت (MB) وهو الحد المقرر من أجهزة الكمبيوتر ماكنتوش القديمة. وكان قرار أبل أن لا يتم تحديث ماكنتوش كلاسيك هو ظهور معالجا جديدا مثل تقنية 68010 وحدة المعالجة المركزية، وارتفاع قدرة ذاكرة الوصول العشوائي أو شاشة ملونة ضمنت التوافق مع قاعدة البرامج الصحية للماك كل ذلك فضلا عن تمكينه ليتناسب مع انخفاض سعر جهاز أبل المعد لذلك. ومع ذلك، أظهر كلاسيك العديد من التحسينات على ماكنتوش بلس القديم، الذي تم إستبداله كجهاز كمبيوتر أبل ماكنتوش النهائى. كان ليصل إلى 25 % أسرع من ماكنتوش بلس واشتمل على أبل سوبر درايف 3.5-بوصة (9 سـم) محرك الأقراص المرنة كمعيار قياسي.
كان ماكنتوش كلاسيك هو صورة من تصميم جيري مانوك 1984 والتصميم الصناعي لماكنتوش 128K لتيري وياما، كما كان في وقت سابق ماكنتوش SE. أصدرت أبل نسختين التي تراوحت أسعارها بين 1000 دولار إلى 1500 دولار. وكانت ردود الفعل متباينة.حيث الأكثر تركيزا هو بطء أداء المعالج , وعدم وجود فتحات التوسعة.
وكان الإجماع على أن كلاسيك كان مفيدا فقط لمعالجة النصوص وجداول البيانات وقواعد البيانات. قاد إنخفاض الأسعار وتوافر البرامج التعليمية إلى إزدياد شعبية الكلاسيك في مجال التعليم. تم بيعه جنبا إلى جنب مع الأكثر قوة ماكنتوش كلاسيك II في عام 1991 حتى انه تم توقفه في العام التالى.